# Singly na prvním místě v roce 2009 (USA)
Seznam singlů které obsadily první místo v Billboard Hot 100
| Období        | Píseň                              | Umělec                            | Reference     |
| ------------- | ---------------------------------- | --------------------------------- | ------------- |
| 3. ledna      | "Single Ladies (Put a Ring on It)" | Beyoncé                           | [ 1 ]         |
| 10. ledna     | "Single Ladies (Put a Ring on It)" | Beyoncé                           | [ 2 ]         |
| 17. ledna     | "Just Dance"                       | Lady Gaga featuring Colby O'Donis | [ 3 ]         |
| 24. ledna     | "Just Dance"                       | Lady Gaga featuring Colby O'Donis | [ 4 ]         |
| 31. ledna     | "Just Dance"                       | Lady Gaga featuring Colby O'Donis | [ 5 ]         |
| 7. února      | "My Life Would Suck Without You"   | Kelly Clarkson                    | [ 6 ]         |
| 14. února     | "My Life Would Suck Without You"   | Kelly Clarkson                    | [ 7 ]         |
| 21. února     | "Crack a Bottle"                   | Eminem, Dr. Dre a 50 Cent         | [ 8 ]         |
| 28. února     | "Right Round"                      | Flo Rida                          | [ 9 ]         |
| 7. března     | "Right Round"                      | Flo Rida                          | [ 10 ]        |
| 14. března    | "Right Round"                      | Flo Rida                          | [ 11 ]        |
| 21. března    | "Right Round"                      | Flo Rida                          | [ 12 ]        |
| 28. března    | "Right Round"                      | Flo Rida                          | [ 13 ]        |
| 4. dubna      | "Right Round"                      | Flo Rida                          | [ 14 ]        |
| 11. dubna     | "Poker Face"                       | Lady Gaga                         | [ 15 ] [ 16 ] |
| 18. dubna     | "Boom Boom Pow"                    | The Black Eyed Peas               | [ 17 ] [ 18 ] |
| 25. dubna     | "Boom Boom Pow"                    | The Black Eyed Peas               | [ 19 ]        |
| 2. května     | "Boom Boom Pow"                    | The Black Eyed Peas               | [ 20 ]        |
| 9. května     | "Boom Boom Pow"                    | The Black Eyed Peas               | [ 21 ]        |
| 16. května    | "Boom Boom Pow"                    | The Black Eyed Peas               | [ 22 ]        |
| 23. května    | "Boom Boom Pow"                    | The Black Eyed Peas               | [ 23 ]        |
| 30. května    | "Boom Boom Pow"                    | The Black Eyed Peas               | [ 24 ]        |
| 6. června     | "Boom Boom Pow"                    | The Black Eyed Peas               | [ 25 ]        |
| 13. června    | "Boom Boom Pow"                    | The Black Eyed Peas               | [ 26 ]        |
| 20. června    | "Boom Boom Pow"                    | The Black Eyed Peas               | [ 27 ]        |
| 27. června    | "Boom Boom Pow"                    | The Black Eyed Peas               | [ 28 ]        |
| 4. července   | "Boom Boom Pow"                    | The Black Eyed Peas               | [ 29 ]        |
| 11. července  | "I Gotta Feeling"                  | The Black Eyed Peas               | [ 30 ]        |
| 18. července  | "I Gotta Feeling"                  | The Black Eyed Peas               | [ 31 ]        |
| 25. července  | "I Gotta Feeling"                  | The Black Eyed Peas               | [ 32 ]        |
| 1. srpna      | "I Gotta Feeling"                  | The Black Eyed Peas               | [ 33 ]        |
| 8. srpna      | "I Gotta Feeling"                  | The Black Eyed Peas               | [ 34 ]        |
| 15. srpna     | "I Gotta Feeling"                  | The Black Eyed Peas               | [ 35 ]        |
| 22. srpna     | "I Gotta Feeling"                  | The Black Eyed Peas               | [ 36 ]        |
| 29. srpna     | "I Gotta Feeling"                  | The Black Eyed Peas               | [ 37 ]        |
| 5. září       | "I Gotta Feeling"                  | The Black Eyed Peas               | [ 38 ]        |
| 12. září      | "I Gotta Feeling"                  | The Black Eyed Peas               | [ 39 ]        |
| 19. září      | "I Gotta Feeling"                  | The Black Eyed Peas               | [ 40 ]        |
| 26. září      | "I Gotta Feeling"                  | The Black Eyed Peas               | [ 41 ]        |
| 3. října      | "I Gotta Feeling"                  | The Black Eyed Peas               | [ 42 ]        |
| 10. října     | "I Gotta Feeling"                  | The Black Eyed Peas               | [ 43 ]        |
| 17. října     | "Down"                             | Jay Sean featuring Lil Wayne      | [ 44 ]        |
| 24. října     | "3"                                | Britney Spears                    | [ 45 ]        |
| 31. října     | "Down"                             | Jay Sean featuring Lil Wayne      | [ 46 ]        |
| 7. listopadu  | "Fireflies"                        | Owl City                          | [ 47 ]        |
| 14. listopadu | "Whatcha Say"                      | Jason DeRulo                      | [ 48 ]        |
| 21. listopadu | "Fireflies"                        | Owl City                          | [ 49 ]        |
| 28. listopadu | "Empire State of Mind"             | Jay-Z a Alicia Keys               | [ 50 ]        |
| 5. prosince   | "Empire State of Mind"             | Jay-Z a Alicia Keys               | [ 51 ]        |
| 12. prosince  | "Empire State of Mind"             | Jay-Z a Alicia Keys               | [ 52 ]        |
| 19. prosince  | "Empire State of Mind"             | Jay-Z a Alicia Keys               | [ 53 ]        |
| 26. prosince  | "Empire State of Mind"             | Jay-Z a Alicia Keys               | [ 54 ]        |